# John Varley

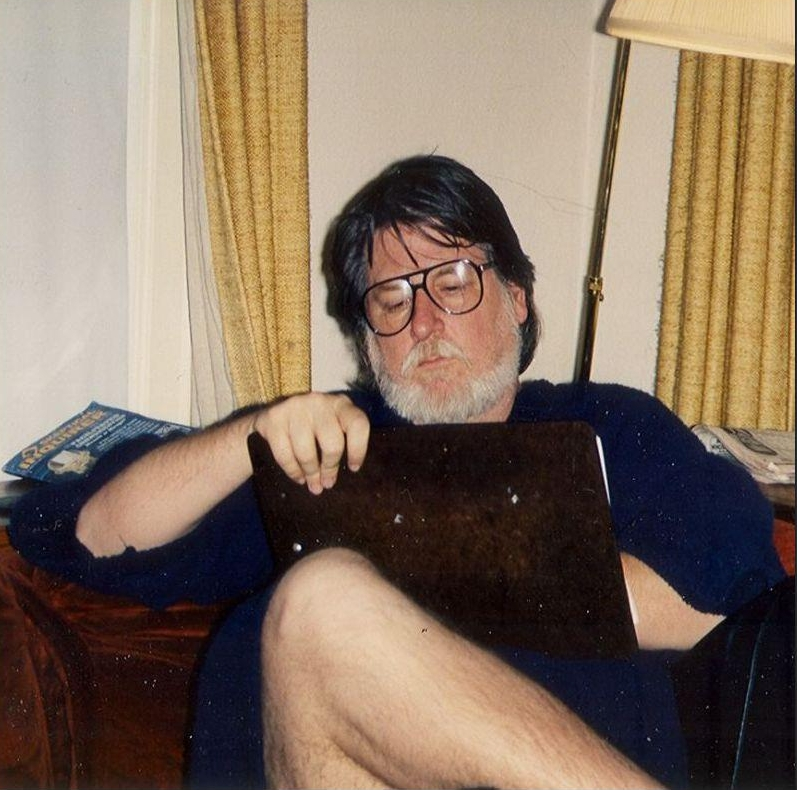
John Varley, 1992

John Herbert Varley (* 9. August 1947 in Austin, Texas) ist ein US-amerikanischer Science-Fiction-Autor. Er veröffentlichte auch unter dem Pseudonym Herb Boehm.

## Leben und Werk
Varley besuchte die Michigan State University in East Lansing, durchreiste das Land für einige Jahre und entschied sich 1973, hauptberuflich Autor zu werden. Seine erste veröffentlichte Erzählung war Picnic on Nearside, erschienen im August 1974 im Magazine of Fantasy & Science Fiction. Er hat mehrere Romane und Kurzgeschichten geschrieben, viele davon spielen in der fiktiven Welt der Eight Worlds, in der eine Rasse mysteriöser und übermächtiger Außerirdischer die Erdbewohner von ihrem Planeten vertrieben hat. Inzwischen haben  die Menschen aber nahezu das gesamte Sonnensystems besiedelt, oft mit erheblichen physiologischen Anpassungen, die technologischen Grundlagen haben sie sich durch Abhören der Alien-Kommunikationskanäle angeeignet.
Varleys detaillierte Spekulationen darüber, wie die Menschen ihren Vorteil aus der biologischen Wissenschaft ziehen könnten, waren in den 1970er Jahren revolutionär, als seine erste Kurzgeschichtensammlung The Persistence of Vision veröffentlicht wurde. In Großbritannien wurde sie im selben Jahr unter dem Titel In the Hall of the Martian Kings bei Futura veröffentlicht. Mit einem Vorwort von Algis Budrys waren hier neun Geschichten versammelt, die zwischen Februar 1975 und März 1978 in den Magazinen Galaxy, Asimov’s Science Fiction und vor allem in The Magazine of Fantasy & Science Fiction erschienen waren. The Persistence of Vision gewann den Locus Award 1979, in der französischen Übersetzung 1980 den Prix Apollo sowie in der spanischen Übersetzung 1985 den Premio Gigamesh. Die Titelgeschichte der Sammlung gewann den Hugo Award und Nebula Award. In deutscher Übersetzung wurde die Kurzgeschichtensammlung vom Goldmann-Verlag auf drei Bände verteilt.
Es wird vermutet, dass seine Erzählung Overdrawn at the Memory Bank einige Teile des Kinofilms Die totale Erinnerung – Total Recall beeinflusst haben könnte (auch wenn die primäre Inspiration natürlich die angegebene Quelle, die Geschichte Erinnerungen en gros von Philip K. Dick, war).
Varley nahm sich für 10 Jahre in Hollywood eine Auszeit vom Schreiben von Romanen und Kurzgeschichten und versuchte sich als Drehbuchautor, doch das einzige konkrete Ergebnis dessen war der Film Millennium – Die 4. Dimension. Varley sagte darüber:

„Wir hatten 1979 das erste Treffen zu Millennium. Es endete damit, dass ich es sechsmal schrieb. Es gab vier verschiedene Regisseure, und jedesmal, wenn ein neuer dazukam, ging ich mit ihm die ganze Sache durch und schrieb sie um. Jeder neue Regisseur hatte seine eigenen Ideen, und manchmal gewinnt man daraus auch etwas hinzu, doch jedesmal ging in diesem Prozess etwas verloren, so dass zum Zeitpunkt, als die Kameras liefen, viel von der Vision verloren gegangen war.“

In den 1990er Jahren kehrte er als Vollzeitautor zurück.
Varley wird oft mit Robert Heinlein verglichen. Zusätzlich zu einem ähnlichen, beschreibenden Schreibstil haben sie auch gemeinsam, freie Gesellschaften und freie Liebe zu befürworten.
Varley ist auch wegen der häufigen Prominenz von weiblichen Darstellern in seinen Romanen erwähnenswert, da dies in der Science Fiction unüblich ist, vor allem unter männlichen Autoren von Hard SF. Diese Prominenz ist nicht nur in seinem Eight Worlds-Setting erkennbar, wo Geschlechtsumwandlungen Routineeingriffe sind, sondern auch in seinen anderen Werken. Die Idee von Routine-Geschlechtsumwandlungen ist außerdem ein Beispiel von sexuellen Themen, die seine Werke durchziehen, ohne sie aber zu dominieren.
John Varley schrieb außerdem eine Trilogie zu Gäa, einem gigantischen intelligenten Lebewesen, das in seiner Form einem sehr großen, radförmigen Stanford-Torus-Weltraumhabitat entspricht und von ungewöhnlichen, künstlich erzeugten Lebensformen bevölkert ist.
Zum 30. Jubiläum der Veröffentlichung seiner ersten Kurzgeschichte, gab John Varley eine neue Kurzgeschichtensammlung heraus. The John Varley Reader enthält 18 Kurzgeschichten mit jeweiligem Vorwort und Bibliographie. Fünf dieser Kurzgeschichten waren noch nicht in einer Varley-Kurzgeschichtensammlung veröffentlicht worden.

## Auszeichnungen
Hugo Award
- 1979 für die Erzählung The Persistence of Vision
- 1982 für die Kurzgeschichte The Pusher
- 1985 für die Erzählung Press Enter

Er wurde noch zwölfmal für den Hugo Award nominiert.
Nebula Award
- 1978 für The Persistence of Vision
- 1985 für die Erzählung Press Enter

Er wurde noch siebenmal für den Nebula Award nominiert.
Locus Award
- 1976 einen Special Locus Award für vier Erzählungen in den Top 10 (Bagatelle, Gotta Sing, Gotta Dance, Overdrawn at the Memory Bank, The Phantom of Kansas)
- 1979 für die Erzählung The Persistence of Vision
- 1979 für die Novelle The Barbie Murders
- 1979 für die Sammlung The Persistence of Vision
- 1980 für den SF-Roman Titan
- 1981 für die Erzählung The Barbie Murders
- 1982 für die Erzählung Blue Champagne
- 1982 für die Kurzgeschichte The Pusher
- 1985 für die Erzählung Press Enter
- 1987 für die Sammlung Blue Champagne
- 2005 für die Sammlung The John Varley Reader

Weitere Auszeichnungen
- 1978 Jupiter Award für die Erzählung In the Hall of the Martian Kings
- 1980 Analog Award für den Roman Titan
- 1980 Prix Apollo für die französische Übersetzung der Sammlung The Persistence of Vision
- 1982 Science Fiction Chronicle Readers Poll für die Kurzgeschichte The Pusher
- 1985 Science Fiction Chronicle Readers Poll für die Kurzgeschichte Press Enter
- 1985 Premio Gigamesh für die spanische Übersetzung der Sammlung The Persistence of Vision
- 1987 Seiun-Preis für die Kurzgeschichte Press Enter
- 1989 Premio Gigamesh für die spanischen Übersetzungen der Sammlung Blue Champagne und für die Erzählung Press Enter
- 1991 Hayakawa S-F Magazin Leserpreis für die Kurzgeschichte Tango Charlie and Foxtrot Romeo
- 1992 Seiun-Preis für die Kurzgeschichte Tango Charlie and Foxtrot Romeo
- 1999 Prometheus Award für den Roman The Golden Globe
- 2004 Asimov’s Readers’ Poll für die Erzählung The Bellman
- 2004 Endeavour Award für den Roman Red Thunder
- 2009 Robert A. Heinlein Award (zusammen mit Joe Haldeman)

## Bibliografie
Wird bei Kurzgeschichten als Quelle nur Titel und Jahr angegeben, so findet sich die vollständige Angabe bei der entsprechenden Sammelausgabe.

### Serien
Die Serien sind nach dem Erscheinungsjahr des ersten Teils geordnet.
Eight Worlds (Kurzgeschichten)
- Picnic on Nearside (1974)
  - Deutsch: Picknick mit Aussicht auf die Erde. Übersetzt von Tony Westermayr. In: Peter Wilfert (Hrsg.): Pilger durch Raum und Zeit. Goldmann SF #23401, München 1982, ISBN 3-442-23401-8.
- Retrograde Summer (1975)
  - Deutsch: Rückläufiger Sommer. Übersetzt von Tony Westermayr. In: Noch mehr Voraussichten. 1981.
- The Black Hole Passes (1975)
  - Deutsch: Liebesfahrt zum Schwarzen Loch. Übersetzt von Tony Westermayr. In: Voraussichten. 1981.
- In the Bowl (1975)
  - Deutsch: In der Schüssel. Übersetzt von Birgit Reß-Bohusch In: Manfred Kluge (Hrsg.): Katapult zu den Sternen. Heyne SF&F #3623, München 1978, ISBN 3-453-30533-7. Auch in: Mehr Voraussichten. 1981.
- The Phantom of Kansas (1976)
  - Deutsch: Das Phantom von Kansas. Übersetzt von Rose Aichele. In: Wolfgang Jeschke (Hrsg.): Heyne Science Fiction Jahresband 1980. Heyne SF&F #3729, München 1980, ISBN 3-453-30633-3. Auch in: Noch mehr Voraussichten. 1981.
- Overdrawn at the Memory Bank (1976)
  - Deutsch: Ein Löwe in der Speicherbank. Übersetzt von Tony Westermayr. In: Mehr Voraussichten. 1981. Auch als: Abgespeichert. Übersetzt von Marcel Bieger. In: Wolfgang Jeschke (Hrsg.): Heyne Science Fiction Jahresband zum Jubiläumsjahr 1988. Heyne SF&F #4477, München 1988, ISBN 3-453-01007-8.
- Gotta Sing, Gotta Dance (1976)
  - Deutsch: Triade. Übersetzt von H. J. Alpers. In: H. J. Alpers (Hrsg.): Countdown. Droemer Knaur (Knaur SF&F #5711), München 1979, ISBN 3-426-05711-5. Auch in: Mehr Voraussichten. 1981. Auch als: Ich muß singen, ich muß tanzen. Übersetzt von Rose Aichele. In: Wolfgang Jeschke (Hrsg.): Heyne Science Fiction Jahresband 1985. Heyne SF&F #4183, München 1985, ISBN 3-453-31160-4.
- The Funhouse Effect (1976)
- Good-Bye, Robinson Crusoe (1977)
  - Deutsch: Leb wohl, Robinson Crusoe!. Übersetzt von Birgit Reß-Bohusch. In: Wolfgang Jeschke (Hrsg.): Science-Fiction Story Reader 11. Heyne SF&F #3627, München 1979, ISBN 3-453-30538-8.
- The Ophiuchi Hotline (1977, Roman)
  - Deutsch: Der heiße Draht nach Ophiuchi. Übersetzt von Rose Aichele. Heyne SF&F #3852, München 1981, ISBN 3-453-30781-X.
- Lollipop and the Tar Baby (1977)
- Equinoctial (1977)
- Options (1979)
  - Deutsch: Optionen. Übersetzt von Hans Maeter. In: Wolfgang Jeschke (Hrsg.): Science Fiction Story Reader 16. Heyne SF&F #3818, München 1981, ISBN 3-453-30720-8.
- Beatnik Bayou (1980)
  - Deutsch: Im Sumpf. Übersetzt von Klaus Boer. In: Terry Carr (Hrsg.): Die schönsten Science Fiction Stories des Jahres: Band 1. Heyne SF&F #4021, München 1983, ISBN 3-453-30928-6.
- Her Girl Friday (1992, Kurzgeschichte)

Eight Worlds: Anna-Louise Bach (Kurzgeschichten)
- Bagatelle (1976)
- The Barbie Murders (1978)
- Blue Champagne (1981)
- Tango Charlie and Foxtrot Romeo (1986)
- The Bellman (2003)

Gaean / Gäa (Romantrilogie)
- 1 – Titan (1979)
  - Deutsch: Der Satellit. Übersetzt von Thomas Schichtel. Heyne SF&F #3986, München 1983, ISBN 3-453-30921-9.
- 2 – Wizard (1980)
  - Deutsch: Der Magier. Übersetzt von Thomas Schichtel. Heyne SF&F #3987, München 1983, ISBN 3-453-30922-7.
- 3 – Demon (1984)
  - Deutsch: Der Dämon. Übersetzt von Thomas Schichtel. Heyne SF&F #4313, München 1986, ISBN 3-453-31309-7.

Eight Worlds: Metal Trilogy
- 1 – Steel Beach (1992)
  - Deutsch: Stahl-Paradies. Übersetzt von Uwe Anton. Bastei Lübbe SF Special #24184, Bergisch Gladbach 1994, ISBN 3-404-24184-3.
- 2 – The Golden Globe (1998)
- 3 – Irontown Blues (2018)

Thunder and Lightning
- 1 – Red Thunder (2003)
  - Deutsch: Roter Donner. Übersetzt von Ronald M. Hahn. Heyne, München 2009, ISBN 978-3-453-52582-5.
- 2 – Red Lightning (2006)
  - Deutsch: Roter Blitz. Übersetzt von Ronald M. Hahn. Heyne, München 2010, ISBN 978-3-453-52635-8.
- 3 – Rolling Thunder (2008)
- 4 – Dark Lightning (2014)

### Romane
- Millennium (1983)
  - Deutsch: Millenium: eine Jahrtausendliebe. Bastei Lübbe Science Fiction Special #24065, 1985, ISBN 3-404-24065-0.
- Mammoth (2005)
- Slow Apocalypse (2012)

### Sammlungen
- The Persistence of Vision (1978, auch als In the Hall of the Martian Kings). Deutsche Ausgaben:
  - Band 1: Voraussichten. Übersetzt von Tony Westermayr & Rose Aichele. Goldmann SF #23381, München 1981, ISBN 3-442-23381-X.
  - Band 2: Mehr Voraussichten. Übersetzt von Tony Westermayr, Birgit Reß-Bohusch & Hans Joachim Alpers. Goldmann SF #23382, München 1981, ISBN 3-442-23382-8.
  - Band 3: Noch mehr Voraussichten. Übersetzt von Keto von Waberer, Tony Westermayr & Rose Aichele. Goldmann SF #23383, München 1981, ISBN 3-442-23383-6.
- The Barbie Murders (1980, auch als Picnic on Nearside, 1984)
- Vaarwel, Robinson [Niederländisch] (1983)
- Blue Champagne (1986)
- The John Varley Reader (2004)
- Good-Bye, Robinson Crusoe and Other Stories (2013)

### Kurzgeschichten
- Scoreboard (1974)
- A Choice of Enemies (1975)
- In the Hall of the Martian Kings (1976)
  - Deutsch: Im Audienzsaal der Marskönige. Übersetzt von Keto von Waberer. In: Manfred Kluge (Hrsg.): Die Cinderella-Maschine. Heyne SF&F #3605, München 1978, ISBN 3-453-30512-4. Auch in: Noch mehr Voraussichten. 1981.
- Manikins (1976)
- The M&M Seen as a Low-Yield Thermonuclear Device (1976)
- Air Raid (1977, auch als Herb Boehm)
  - Deutsch: Luftangriff. Übersetzt von Birgit Reß-Bohusch. In: Birgit Reß-Bohusch (Hrsg.): Isaac Asimovs Science Fiction Magazin 2. Folge. Heyne SF&F  #3636, München 1979, ISBN 3-453-30548-5. Auch als: Luftpiraten. In: James Gunn (Hrsg.): Von Lem bis Varley. Heyne (Bibliothek der Science Fiction Literatur #98), 1993, München ISBN 3-453-05798-8.
- The Persistence of Vision (1978)
  - Deutsch: Die Trägheit des Auges. Übersetzt von Rose Aichele. In: Manfred Kluge (Hrsg.): Die Trägheit des Auges. Heyne SF&F #3659, München 1979, ISBN 3-453-30574-4. Auch in: Voraussichten. 1981.
- The Pusher (1981)
  - Deutsch: Der Pusher. Übersetzt von Marcel Bieger. In: Ronald M. Hahn (Hrsg.): Dinosaurier auf dem Broadway. Heyne SF&F #4027, München 1983, ISBN 3-453-30967-7.
- The Manhattan Phone Book (Abridged) (1984)
- Press Enter ▮ (1984)
  - Deutsch: Eingang drücken. Übersetzt von Inge Holm. In: Friedel Wahren (Hrsg.): Isaac Asimovs Science Fiction Magazin 25. Folge. Heyne SF&F #4222, 1985, ISBN 3-453-31201-5. Auch als: Drücke Enter. Übersetzt von Inge Holm. In: Wolfgang Jeschke (Hrsg.): Fernes Licht. Heyne SF&F #2100, 2000, ISBN 3-453-17117-9.
- The Unprocessed Word (1986)
- Just Another Perfect Day (1989)
- Good Intentions (1992)
- Truth, Justice and the Politically Correct Socialist Path (1995)
- The Flying Dutchman (1998)
- A Christmas Story (2003)
- In Fading Suns and Dying Moons (2003)

### Anthologie
- Superheroes (1995, mit Ricia Mainhardt)

## Filmografie
- 1983: American Playhouse (Fernsehserie, Episode Overdrawn at the Memory Bank)
- 1989: Millennium – Die 4. Dimension (Drehbuch, basierend auf der Kurzgeschichte Air Raid)
- 1998: Welcome to Paradox (Fernsehserie, Drehbuch für eine Episode, weitere Episode basierend auf der Erzählung Options)
- The Phantom of Kansas (Drehbuch)
- Have Spacesuit, Will Travel (Drehbuch, basierend auf dem gleichnamigen Roman von Robert A. Heinlein; noch nicht verfilmt)
- Galaxy (Drehbuch, noch nicht verfilmt)